# 안성초등학교 (경기)
안성초등학교는 대한민국 경기도 안성시 구포동에 있는 공립 초등학교이다.

## 학교 연혁
- 1902년 9월 15일 사립 안성소학교 창립
- 1904년 4월 1일 안성공립소학교로 개칭
- 1907년 4월 1일 공립안성보통학교로 개편
- 1911년 4월 1일 안성공립보통학교(4년제)로 개편
- 1920년 4월 1일 6년제 개편
- 1938년 4월 1일 안성읍내공립심상소학교 개칭
- 1941년 4월 1일 안성읍내공립국민학교 개칭
- 1992년 1월 10일 강당 준공
- 1996년 3월 1일 안성초등학교로 개칭
- 2002년 9월 15일 개교 100주년 기념식
- 2011년 10월 25일 ‘꿈누리’ 도서실 개관
- 2013년 11월 14일 안성-드림 학예발표회 개최
- 2015년 3월 1일 제31대 안중경 교장 부임
- 2021년 1월 13일 제111회 졸업식(누계 : 약 26,648명)
- 2021년 3월 1일 초등 31학급(통합지원반 4학급 포함), 병설유치원 3학급 편성

## 학교 상징
- 교화 - 장미 : 장미는 감미로운 향기뿐만 아니라, 말로 표현하기 어려운 아름다움으로 인해 오랫동안 사람들의 입에 오르내리고 있다. 아름답고 고운 마음으로 미래를 가꾸는 사람으로 자라나자라는 의미가 있다.
- 교목 - 느티나무 : 오랜 옛낱부터 느티나무는 마을의 입구에서 우뚝 서서 푸르른 모습으로 마을 사람들에게 시원한 그늘을 제공함과 함께 마을을 지켜주는 상징으로 여겨졌다. 이러한 느티나무의 기상으로 우리나라, 나아가 세계에서 큰 재목으로 우뚝 설 수 있는 인재를 길러 다른 사람에게 베풀고 나눌 수 있는 사람으로 자라나는 의미가 있다.

## 참고 자료
- 안성초등학교 - 한국교육학술정보원 학교알리미